# Les Douze Coups de minuit
Cet article possède un paronyme, voir Les Douze Coups de midi.
Pour plus de détails, voir Fiche technique et Distribution.
Les Douze Coups de minuit (After the Ball) est un film canadien réalisé par Sean Garrity, sorti le 27 février 2015.

## Synopsis
Kate Kassell tente de s’éloigner de l’entreprise de son père en voulant être designer pour une maison haute-couture. Tous croient voir en Kate  une espionne, car Kassell, l’entreprise familiale, est reconnue pour vendre des vêtements inspirés des célèbres créateurs (tous les vêtements du film ont été fournis par la chaîne de vêtements Le Château.
). Sans espoir de trouver l’emploi de ses rêves, Kate joint les rangs de l'entreprise familiale. Elle doit faire face à sa belle-mère, Elise, qui n’a aucune bonne intention envers l’arrivée de Kate. 
Pendant qu’elle travaille chez Kassell, Kate est rapidement charmée par Daniel, un designer de chaussures. Elle connait instantanément le succès et cela pose un problème à Elise. La méchante belle-mère fait en sorte que Kate soit renvoyée par son père.
Kate doit maintenant sauver sa carrière et l'entreprise de son père tout en espérant trouver l’amour auprès son nouveau prince charmant.

## Fiche technique
- Titre original : After the Ball
- Titre québécois : Les Douze Coups de minuit
- Réalisation : Sean Garrity
- Scénario : Kason Sherman et Kate Melville
- Pays d'origine : Canada
- Langue : anglais
- Genre : comédie, romance
- Dates de sortie :
  -  Canada : 27 février 2015

## Distribution
- Portia Doubleday : Kate / Nate
- Marc-André Grondin : Daniel
- Chris Noth : Lee
- Lauren Holly : Elise
- Natalie Krill : Tannis
- Anna Hopkins : Simone
- David Michael : Maurice
- Mimi Kuzyk : Bella
- Carlo Rota : Richard
- Colin Mochrie : Colin